# Élisabeth de Töss
Élisabeth de Töss, née en 1292 et morte le 31 octobre 1336 ou le 6 mai 1338, est une princesse hongroise du XIVe siècle et le dernier membre de la maison Árpád.

## Biographie
Nonne dominicaine, Élisabeth a passé la majeure partie de sa vie au Couvent de Töss, aujourd'hui en Suisse. En dépit d'être le seul membre survivant de la première maison royale de Hongrie, Élisabeth n'a jamais eu aucune influence sur la politique hongroise. Elle est devenue une sainte honorée par la population locale.